# Clínica médica
Clínica Médica (no Brasil) ou Medicina Interna (em Portugal) é a especialidade médica que trata de pacientes adultos, atuando principalmente em ambiente hospitalar. Inclui o estudo das doenças de adultos, não cirúrgicas, não obstétricas e não ginecológicas, sendo a especialidade médica a partir da qual se diferenciaram todas as outras áreas clínicas como Cardiologia, Reumatologia, Endocrinologia, entre outras.

## Atuação no mundo

### No Brasil
O especialista em Clínica Médica deve cumprir, além do curso de Medicina, dois anos de Residência médica em Clínica Médica.  O termo "clínico geral" e "generalista" é popularmente utilizado para designar o médico sem especialização. 

### Em Portugal
O especialista em Medicina Interna, designado de Internista, deve cumprir um ano de Formação Geral após o curso de Medicina (comum e obrigatório a todos os Médicos para poderem exercer Medicina) e depois fazer a Especialidade em Medicina Interna que tem a duração mínima de cinco anos. O termo "Interno" é confundido por vezes com o Internista. O médico Interno é um médico que está em Formação, quer seja em Formação Geral (Médico Interno de Formação Geral) ou um médico que está em formação de uma especialidade (Médico Interno de Especialidade).
Na ciência médica moderna, os critérios da medicina baseada em evidências são cada vez mais aplicados, o que requer evidências rigorosas da eficácia de certos métodos de tratamento, prevenção ou diagnóstico por meio de exames de ressonância magnética metodologicamente corretos.